# مقاطعة فيرنون (ميزوري)
مقاطعة فيرنون (بالإنجليزية: Vernon County, Missouri) هي إحدى مقاطعات ولاية ميزوري في الولايات المتحدة. تأسست سنة 1855، بلغ عدد سكانها 21159 نسمة في عام 2010 حسب إحصاء مكتب تعداد الولايات المتحدة وتصل الكثافة السكانية فيها 9 نسمة/كم2.

## أعلام
- أليس غوستلي

## وصلات خارجية
- United States Counties